# Siebeldingen
Siebeldingen település Németországban, Rajna-vidék-Pfalz tartományban. Lakosainak száma 1049 fő (2023. december 31.).

## Népesség
A település népességének változása:
| Lakosok száma | 1032 | 1039 | 1025 | 1014 | 1027 | 1049 |
|               | 1975 | 2017 | 2019 | 2021 | 2022 | 2023 |